# Santiago Calatrava
Santiago Calatrava Valls (Benimámet, 1951. július 28. –) spanyol építész, szobrász, szerkezetépítő. Calatrava irodákat tart fenn Zürichben, Párizsban, New Yorkban és Valenciában is.[forrás?]

## Életpályája

### Tanulmányai
Calatrava 1951. július 28-án született Benimámetben, Valencia közelében. Diplomáját a valenciai Építész-, és Iparművész Egyetemen szerezte 1975-ben, majd Zürichbe ment, a Svájci Szövetségi Műszaki Intézetbe, ahol különböző építőmérnöki témakörökkel foglalkozott. Doktori címét 1981-ben szerezte meg, majd építész-, és egyéb mérnöki munkákkal kezdett foglalkozni.

### Calatrava, az építész
Calatrava karrierje kezdetén elsősorban hidakkal és vasútállomásokkal foglalkozott, melyek megjelenése, dizájnja új magasságokba emelte az építőmérnöki munkát. Az 1992-es barcelonai olimpia egyik közvetítő tornyaként szolgált, a Montjuïcen felépült Montjuïc Kommunikációs Torony fordulópontot jelentett karrierjében, neve nemzetközileg ismertté vált, melyet a sevillai világkiállításra épített hídjai, a lisszaboni Gare do Oriente tovább erősítettek.
Az 1990-es évek végére Calatrava irodája végleg nemzetközivé vált, számos projekttel Európában és Amerikában egyaránt.
Calatrava szokatlan, modern vonalvezetésű, jellegzetes, gyakran az emberi test, vagy a természet formáiból merítő stílusa átmenetet képez az építészet és a szerkezetépítés között, folytatva a spanyol modernisták ilyen irányú hagyományát, mint tette azt Félix Candela vagy Antoni Gaudí.

### Calatrava, a szobrász
Calatrava az építészeten túl szobrászattal és festészettel is foglalkozik, az építészet gyakorlatába átültetve a más művészeti ágakban szerzett tapasztalatokat. A Turning Torso alapötlete például először egy márvány modellben öltött formát, és ennek hatására készült el az épület maga később.
2005-ben Calatrava kiállítást rendezhetett művészeti munkáiból a New York-i Metropolitan Múzeumban, melynek címe Santiago Calatrava: Szobrászatból az építészetbe. Munkáiból további kiállításokat rendeztek Németországban, Spanyolországban és Olaszországban.

### Díjai, elismerései

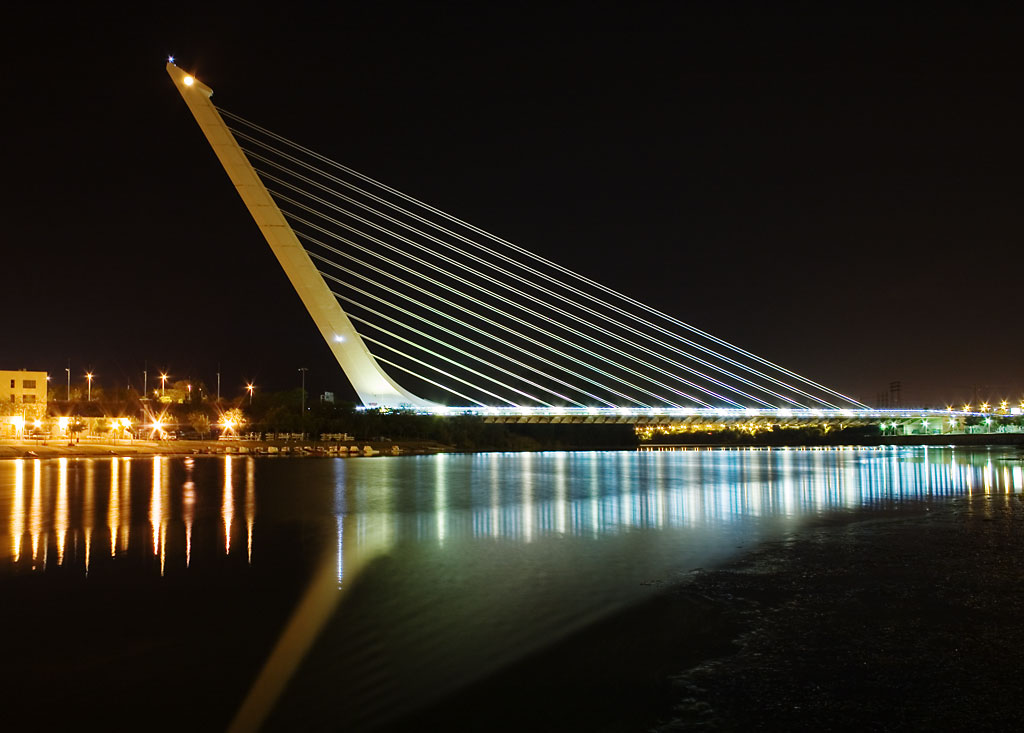
Az Alamillo híd éjszaka, Sevilla

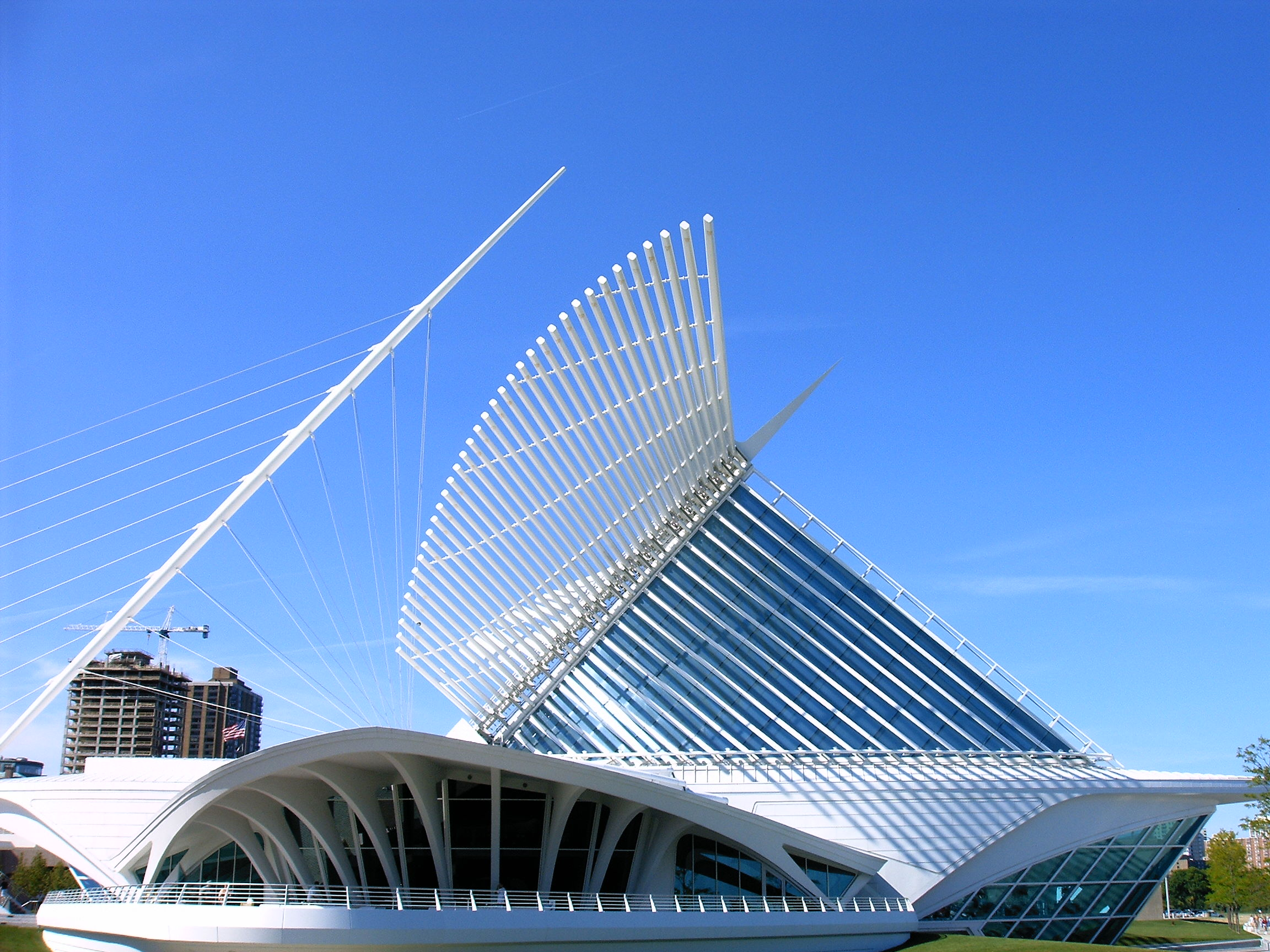
Milwaukee Művészeti Múzeum

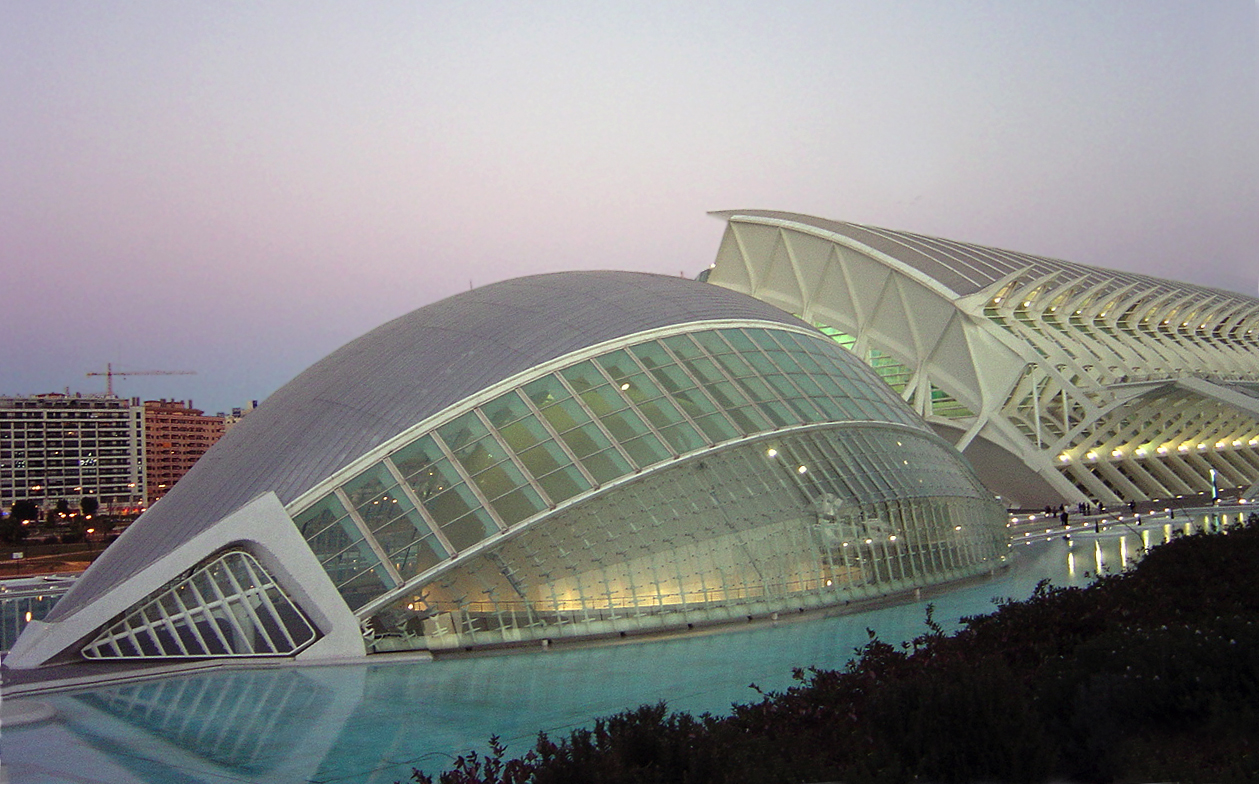
Művészetek városa, Valencia

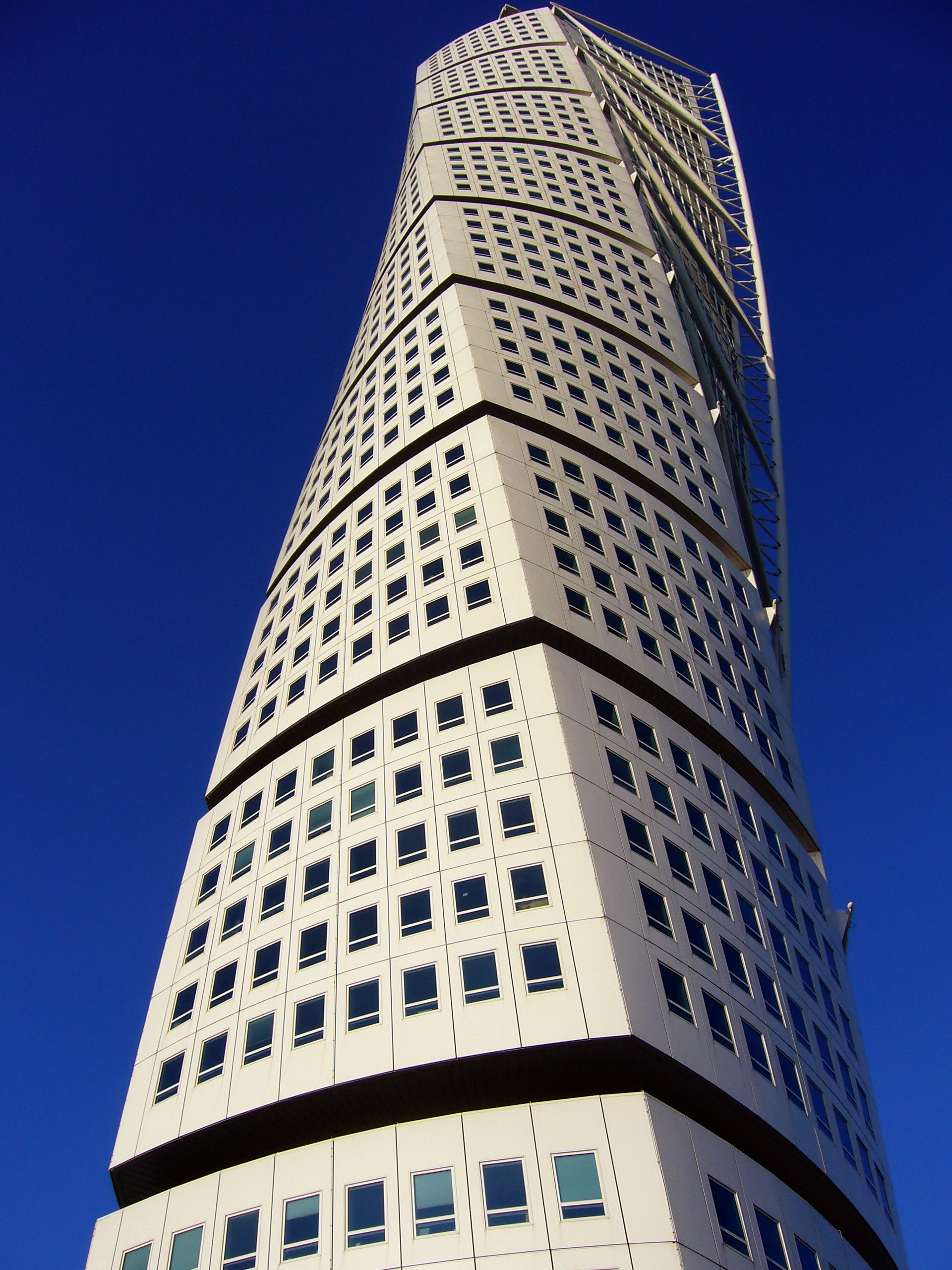
Turning Torso, Malmö

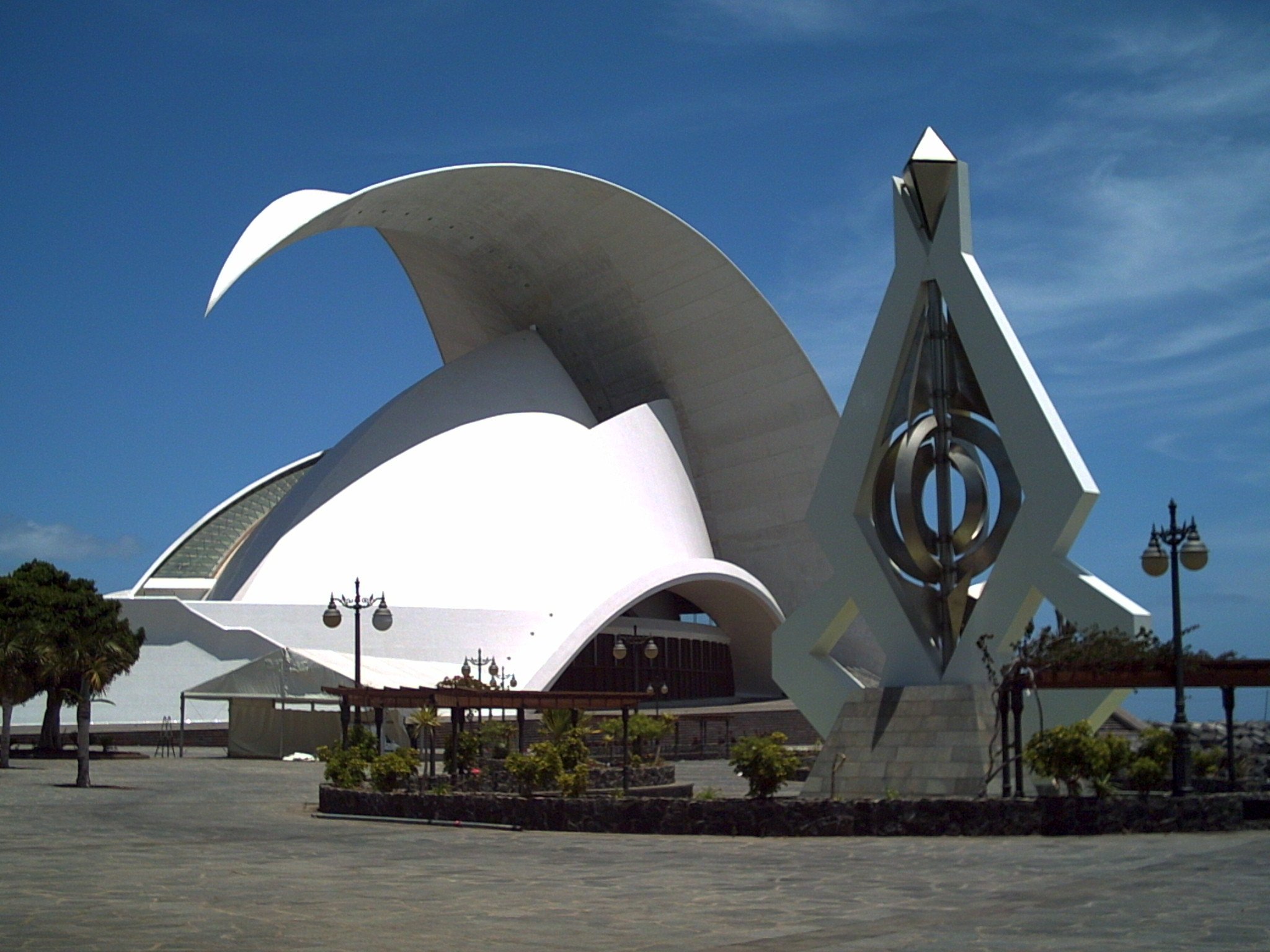
Auditorio de Tenerife, Santa Cruz

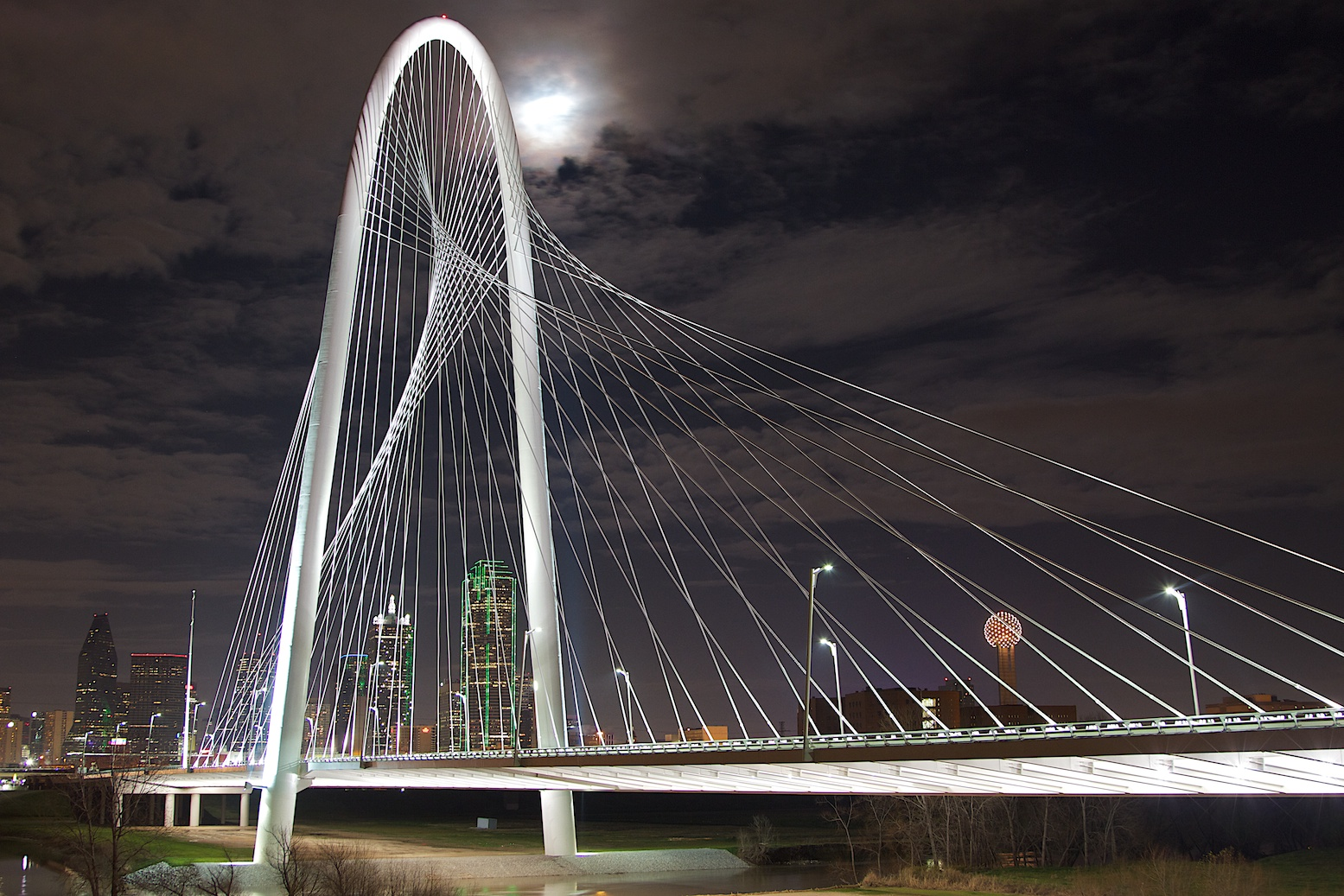
Margaret Hunt Hill híd, Dallas

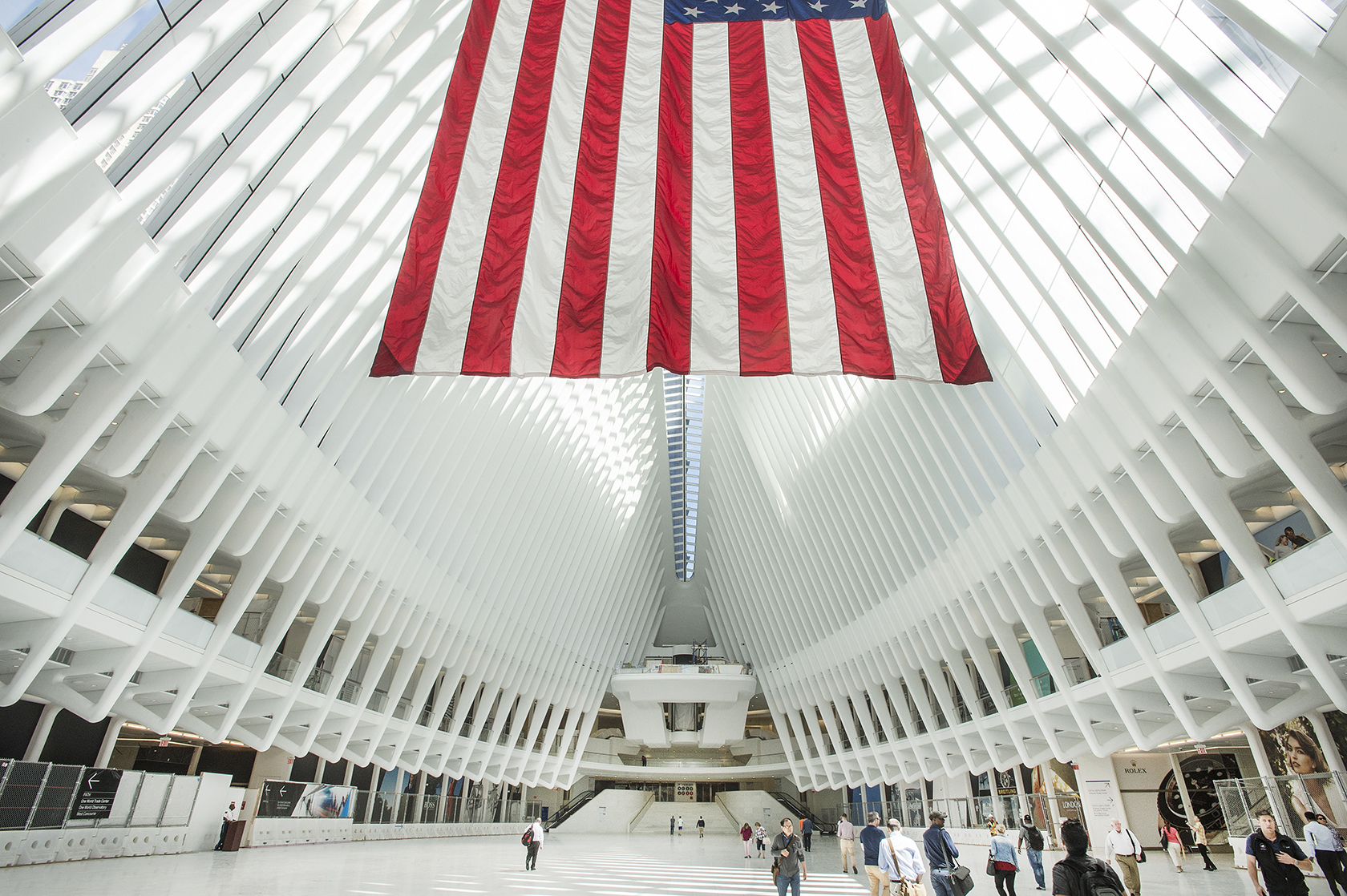
World Trade Center közlekedési csomópont, New York

Calatrava számos elismerésben részesült, melyek közül az alábbiak a legfontosabbak:
- 1987 Perret-díj[1]
- 1992 Az Institution of Structural Engineers aranymedálja
- 1993 Városépítészeti díj, Toronto
- 1996 Gold Medal for Excellence in the Fine Arts from the Granada Ministry of Culture
- 1998 Párizsban a Les Arts et Lettres tagjává választják.
- 1999 Asztúriai Hercegi Díj
- 2000 Algur H. Meadows-díj a Meadows Művészeti Iskolától
- 2005 Amerikai Építészintézet aranymedálja
- 2006 Eugene McDermott-díj a Massachusetts Institute of Technology-tól
- 2006 Elismerés a mérnöki munkájáért a Rensselaer Polytechnic Institute-tól
- Global Leader for Tomorrow cím a Világgazdasági Fórumon, Davosban
- 2007 Spanyol Nemzeti Építész Díj

## Munkái

### Elkészült munkái
- 1983–1984, Jakem acélraktár, Munchwilen, Svájc
- 1983–1985, Ernsting raktár, Coesfeld, Németország
- 1983–1988, Gimnázium, Wohlen, Svájc
- 1983–1990, Zürich Stadelhofen, Zürich, Svájc
- 1983–1989, Vasútállomás, Luzern, Svájc
- 1984–1987, Bac de Roda híd, Barcelona, Spanyolország
- 1984–1988, Barenmatte Kommunikációs Központ, Suhr, Svájc
- 1986–1987, Tabourettli színház, Bázel, Svájc,
- 1987–1992, Brookfield Place (átrium), Toronto, Kanada,
- 1989–1994, Gare de Lyon-Saint-Exupéry TGV , Lyon, Franciaország
- 1991–1995, Alameda híd és metróállomás, Valencia, Spanyolország
- 1992, Alamillo híd, Sevilla, Spanyolország
- 1992, Lusitania híd, Mérida, Spanyolország
- 1992, Montjuïc kommunikációs torony, Barcelona, Spanyolország
- 1992, Oberbaumbrücke, Berlin, Németország
- 1992, Világkiállítás, kuvaiti pavilon, Sevilla, Spanyolország
- 1994–1997, Campo Volantin híd, Bilbao, Spanyolország
- 1995, Trinity híd, gyalogos híd az Irwell folyón, Salford, Anglia
- 1996, Művészetek városa, Valencia, Spanyolország
- 1998, Lisszabon Oriente, Lisszabon, Portugália
- 1998, Mujer híd, Puerto Madero negyed, Buenos Aires, Argentína
- 2000, Bilbaói repülőtér, új terminál, Bilbao, Spanyolország
- 2001, Milwaukee Művészeti Múzeum, Milwaukee, Egyesült Államok
- 2003, James Joyce híd, a Liffey folyó fölött, Dublin, Írország
- 2003, Auditorio de Tenerife, Santa Cruz, Kanári-szigetek
- 2004, Athéni Olimpiai Sportkomplexum, átépítés Athén, Görögország
- 2004, Sundial híd, Redding, USA
- 2004, Három híd (Harp, Cittern és Lute) Haarlemmermeer fő csatornáján, Hollandia
- 2004, Zürichi Egyetem, Könyvtárépület, Zürich, Svájc
- 2005, Rabin Medical Center, híd, Petah Tikva, Izrael
- 2005, Turning Torso, Malmö, Svédország
- 2007, Három híd az A1 autópályán és a Stazione di Reggio Emilia AV Mediopadana vasútállomás a Milánó–Bologna nagysebességű vasútvonalon, Reggio Emilia, Olaszország
- 2008, Húrok hídja, Jeruzsálem, Izrael
- 2008, Ponte della Costituzione (Alkotmány-híd), gyaloghíd a Canal Grande felett, Velence, Olaszország
- 2009, Liège-Guillemins vasútállomás TGV állomás, Liège, Belgium
- 2009, Samuel Beckett híd, a Liffey folyó fölött, Dublin, Írország
- 2009, Caja Madrid obeliszk, Madrid, Spanyolország
- 2011, Kiállítási és Kongresszusi Palota, Oviedo, Asztúria, Spanyolország
- 2012, A Béke hídja (Peace Bridge), Calgary, Kanada
- 2012, Margaret Hunt Hill híd, Dallas, Egyesült Államok
- 2013, Medio Padana nagysebességű vasúti állomás, Reggio Emilia, Olaszország
- 2014, Florida Műszaki Egyetem, Lakeland, Florida, Egyesült Államok
- 2015, Holnap Múzeuma, Rio de Janeiro, Brazília
- 2016, World Trade Center közlekedési csomópont, New York, Egyesült Államok

Calatrava ezentúl számos más munkában közreműködött valamilyen szinten, más építészekkel közösen dolgozva, mint például a Reichstag felújításakor, vagy a Thames Gateway híd esetén.

### Épülő, tervezett munkái
- City of Sport, University of Rome Tor Vergata, Olaszország
- Crati River híd, Cosenza, Olaszország
- Új vasútállomás Monsban, Belgium
- Peninsula Place, Greenwich, London, Egyesült Királyság
- Margaret McDermott Bridge, Dallas, Texas, Egyesült Államok
- St. Nicholas Greek Orthodox Church, New York City, Egyesült Államok

### Meg nem valósult tervek
- Collserola kommunikációs torony, Barcelona (1991). A torony egy fehér űrhajóhoz hasonlított volna, a végső terveket végül azonban Norman Foster készítette el.
- Egyetemi épület a Ryerson Egyetem számára Torontóban. Az épület a megszokott Calatrava stílushoz képest jóval visszafogottabb, és olcsóbban megvalósítható lett volna.
- Jézus fénye katedrális, Oakland, Egyesült Államok. Az épület első változatainak kidolgozásakor végül a helyi építész, Craig Hartman mellett döntöttek.
- 80 South Street, felhőkarcoló (2008), East River, New York, Egyesült Államok
- Atlantai Szimfonikusok Központja (2008), Atlanta, Egyesült Államok
- Campus Maastricht (2009), Maastricht, Hollandia
- Operaház, Palma de Mallorca, Spanyolország
- Chicago Spire, Chicago, Egyesült Államok

## Külső hivatkozások
- Hivatalos weboldal
- Great Buildings On-Line: Santiago Calatrava
- Nem hivatalos weboldal